# Château de Maubranche
Le château de Maubranche est un château français de style classique situé dans la commune de Moulins-sur-Yèvre dans le département du Cher et la région du Centre-Val de Loire.

## Historique
Le château est construit dans la deuxième moitié du XVe siècle sur l'ancienne motte d'une seigneurie attestée au XIIe siècle, vendue en 1451 à Jacques Cœur. En 1470, Louis XI autorisa la construction d'une maison-forte comportant : clôture, fossés, pont-levis, tours, archères, guérites, créneaux et fortifications. À la fin du XVIIIe siècle, le château formait un grand quadrilatère, privé de deux tours lors du siège de 1591. 
Le domaine fut restauré à partir de 1596, doté de cours d'eau aménagés, de terrasses plantées et d'avenues. Les projets de restauration présentés à la fin du XIXe siècle ne montrent plus qu'un grand corps de logis, les ailes ayant été détruites.
Le château tel qu'il est visible aujourd'hui est le résultat d'une modernisation effectuée par Ernest Sanson entre 1888 et 1914. Il en est de même pour les jardins et aménagements extérieurs, qui ont été commandés dans la même période à Henri Duchêne et son fils Achille Duchêne. Le but de ces grands travaux était de moderniser et rendre plus confortable le château. 
Une description complète des jardins a été faite par Marcel Fouquier (1866-1961), dans son ouvrage De l'art des jardins du XVe au XXe siècle. On peut notamment y trouver des statues de Félix de Chaumont-Quitry (fils d'Odon de Chaumont-Quitry) et de Marie-Antoinette Demagnez de la Rochefoucauld.
Le château fait l’objet d’une inscription au titre des monuments historiques depuis le 4 février 2013.

## Architecture
Les traces les plus anciennes que l'on a pu retrouver du château datent du XVe siècle, mais il prend sa forme finale plus de 400 ans plus tard, avec les travaux de Sanson. C'est en 1888 que les travaux de modernisation du château de Maubranche par Ernest Sanson débutent. 
Sanson est également l'architecte de la porterie, de la maison du grand potager, de l'atelier de sculpteur de Félix de Chaumont-Quitry, de la basse-cour et des écuries. Des sculptures de ce dernier et de Marie-Antoinette Demagnez de la Rochefoucauld ornent encore les jardins.

## Jardins et parc
Les paysagistes Henri et Achille Duchêne créent un jardin à la française avec un boulingrin à l'ouest du château, qu'ils transformèrent ensuite en un grand miroir d'eau, des parterres, un vaste tapis vert, un orgue d'eau. La basse-cour, au nord-ouest du château, est supprimée. La vue est, avec le tapis vert de Duchêne a été intégralement restaurée avec sa perspective accélérée et ses haies de buis retrouvées. Un parterre de broderies de Duchêne a été restauré à l'aide de dessins de galets dans la pelouse sans les buis qui souffrent actuellement de cylindrocladium.
Le miroir d'eau a aujourd'hui disparu. Mais le boulingrin, sur la vue ouest, a été restauré ainsi que les perspectives.
Les plans et les lettres de Duchêne sont retrouvés et conservés.
Le parc est à l'inventaire supplémentaire des monuments historiques sur 90 ha.